# Voor je van me houdt
Voor je van me houdt is een lied van de Nederlandse zanger Jaap Reesema. Het werd in 2021 als single uitgebracht en stond in 2023 als tiende track op het album Als je voor me staat.

## Achtergrond
Voor je van me houdt is geschreven door Jaap Reesema, Joren van der Voort, Arno Krabman en geproduceerd door Van der Voort en Krabman. Het is een nederpoplied waarin de liedverteller een prille relatie beëindigd omdat hij denkt dat de ander teleurgesteld zal gaan zijn in de persoon die de liedverteller daadwerkelijk is. Het lied is de titelsong van de Nederlandse film Liefde zonder grenzen uit 2021. Volgens de zanger had hij het lied al enige tijd af, maar had hij meer dan een maand nodig om nog kleine aanpassingen aan de tekst en compositie te doen. De videoclip is onder andere opgenomen op het strand en in de duinen van Bloemendaal en in het centrum van Haarlem.

## Hitnoteringen
Het lied was bescheiden succesvol in zowel Nederland als België. Het piekte op de dertigste plaats van de Nederlandse Top 40 en stond in totaal zeven weken dat het in de lijst. De piekpositie in de Vlaamse Ultratop 50 was de 43e plaats in de drie weken dat het in deze hitlijst te vinden was. Het kwam tot de 77e plek van de Nederlandse Single Top 100 en stond er zeven weken in.